# ジャクリーン・ムーア
ジャクリーン・ムーア（Jacqueline DeLois Moore、1964年1月6日 - ）は、アメリカ合衆国の女子プロレスラー、マネージャー。テキサス州ダラス出身のアフリカ系アメリカ人。
元WWF女子王者、WWEクルーザー級王者。黒人ディーヴァの先駆者存在であり、WWEではトレーナーとしても活動していた。

## 来歴
ジェネラル・スカンドル・アクバのトレーニングを受け、フリッツ・フォン・エリックが主宰していた地元テキサス州ダラスのWCCWにおいて、スウィート・ジョージア・ブラウン（Sweet Georgia Brown）のリングネームで1988年にデビュー。1990年3月、FMWに初来日。土屋恵理子や森松由紀を下し、工藤めぐみともタッグを組んだ。
1991年より、テネシー州メンフィスのUSWAに定着。ミス・テキサス（Miss Texas）を名乗り、同じくテキサス出身のドクター・トム・プリチャードのマネージャーとなって、プリチャードと組んでのミックスド・タッグマッチにも出場した。1992年3月2日にはUSWA女子王座の争奪トーナメントを制し、初代チャンピオンに認定されている。以降、ムーンドッグ・フィフィやルナ・バションらを相手にタイトルを争い、1996年にかけて通算14回に渡って同王座を獲得した。USWAではクイーン・モイシャ（Queen Moisha）なる変名を用い、PG-13（J・C・アイス&ウルフィー・D）、シャキール・アリ、サー・モハメッドらによるオリジナル版ネーション・オブ・ドミネーションのメンバーにもなっている。
1997年、J・J・ディロンの招きでWCWと契約。ファーストネームのジャクリーン（Jacqueline）をリングネームにケビン・サリバンのマネージャーとなり、ヒールのポジションでクリス・ベノワ&ウーマンのコンビと抗争、同年4月12日にはサリバンに帯同して新日本プロレスの東京ドーム大会に来日した。同年下期からはベビーフェイスに転向。8月9日のPPV "Road Wild 1997" では当時nWoと抗争していたハーレム・ヒートのセコンドを務め、10月26日の "Halloween Havoc 1997" では男性レスラーのディスコ・インフェルノと対戦して勝利を収めている。
1998年中盤、セイブルと喧嘩別れしたマーク・メロの新マネージャーとしてWWFに登場。再びヒールターンしてセイブルと抗争を展開する。同年9月15日、当時空位だったWWF女子王座の王者決定戦でセイブルを破り新チャンピオンとなったが、11月15日の『サバイバー・シリーズ1998』にてセイブルに敗退、王座から陥落した。
1999年はテリー・ラネルズとプリティ・ミーン・シスターズ（Pretty Mean Sisters / PMS）を結成し、マーク・ヘンリーやミートなどの男性レスラーを手玉に取る小悪魔キャラクターに変身。PMS解散後はベビーフェイスに戻り、一時はファルーク&ブラッドショーのアコライツ・プロテクション・エージェンシーに「女用心棒」として加入していた。2000年2月1日（2月3日放送）の『スマックダウン』では、女装してWWF女子王者となったハービーナことハービー・ウィップルマンを17秒で下し、王座に返り咲いている。

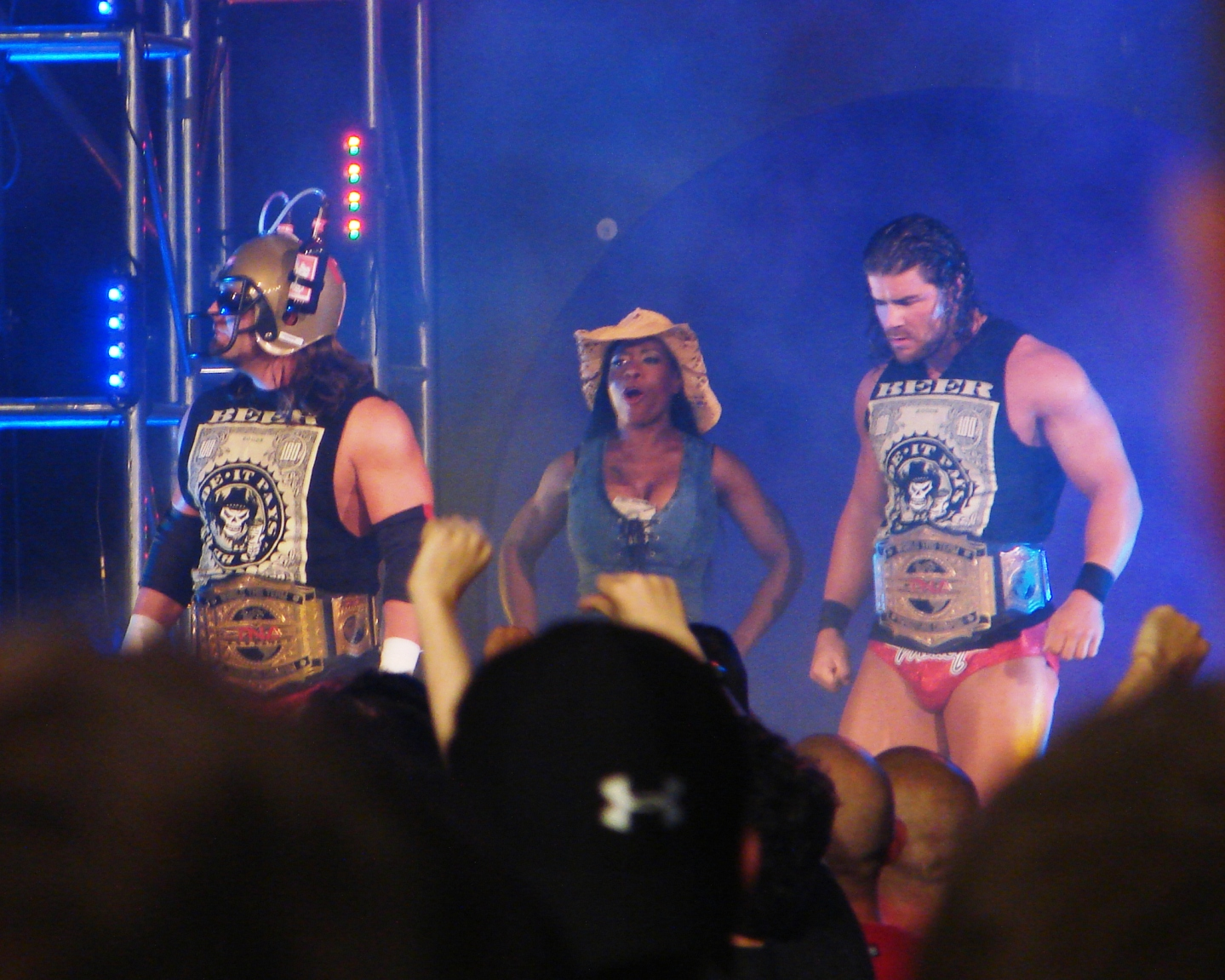
TNAではビアマネー・インクと共闘し、彼らのマネージャーを担当

2001年には新人選手オーディション番組『タフ・イナフ』第1シリーズの女性教官に起用され、以降WWEではトレーナーやレフェリーを兼任。2002年下期からは選手活動も再開し、12月15日の『アルマゲドン2002』では、王者ビクトリア&トリッシュ・ストラタスとのトリプル・スレット・マッチによる女子王座戦に出場。スティーブン・リチャーズなどの男性レスラーとも試合を行い、2004年5月4日にはチャボ・ゲレロを破りWWEクルーザー級王座を獲得している。
2004年6月にWWEを離れ、同年11月にTNAに初登場。2005年から2006年にかけてはインディー団体に単発出場し、2007年より "The Pride of Tennessee" をニックネームに、ジャッキー・ムーア（Jackie Moore）の名でTNAに再登場。2009年7月まで、ゲイル・キムとの抗争やビアマネー・インクのマネージャーなどで活躍した。その後、2011年6月から11月まで一時的にTNAに復帰、ODBことジェシカ・クレサのパートナーを務めた。
2016年3月14日、WWE殿堂に迎えられることが発表された。4月2日に地元ダラスのアメリカン・エアラインズ・センターにて行われた殿堂入り式典では、ダッドリー・ボーイズのババ・レイとディーボンがインダクターを務めた。

## 得意技
- トルネードDDT
- ジャーマン・スープレックス
- スピニング・ヒール・キック

## 獲得タイトル
WWE
- WWF女子王座：2回[11]
- WWEクルーザー級王座：1回[16]
- WWE殿堂：2016年度[17]

USWA
- USWA女子王座：14回[5]

UWF

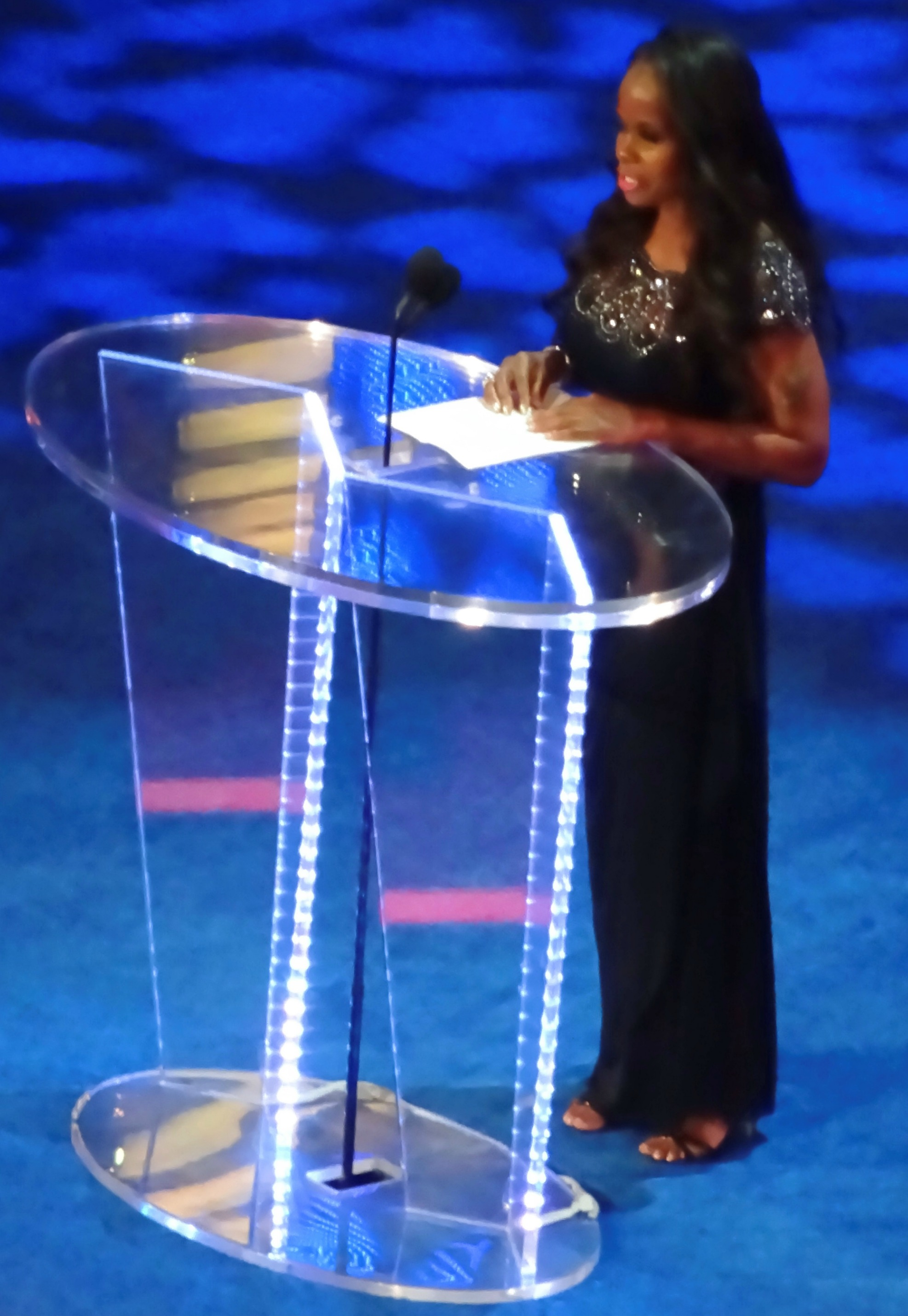
WWE殿堂入り式典にて（2016年）

- UWF世界女子王座（ハーブ・エイブラハム派）：1回[20]